# Port lotniczy Franklin Delano Roosevelt
Port Lotniczy Franklin Delano Roosevelt (hist. Golden Rock Airport) – port lotniczy zlokalizowany na wyspie Sint Eustatius (gmina zamorska Holandii)

## Linie lotnicze i połączenia
| Linia lotnicza          | Kierunek                             |
| ----------------------- | ------------------------------------ |
| Coastal Air             | 1. Canefield 2. Nevis 3. Saint Croix |
| EZAir                   | 1. Bonaire 2. Aruba                  |
| FlyMontserrat           | Czartery: 1. Montserrat              |
| St Barth Commuter       | Czartery: 1. Saint Barthélemy        |
| SXM Airways             | Czartery: 1. Sint Maarten            |
| Trans Anguilla Airways  | 1. Anguilla 2. Nevis 3. Saint Kitts  |
| Winair                  | 1. Bonaire 2. Sint Maarten           |
| West Indies Helicopters | 1. Saint Barthélemy 2. Saint Martin  |